# Effectifs du Championnat d'Europe masculin de basket-ball 2013
Cet article liste les effectifs des équipes participant au Championnat d'Europe de basket-ball 2013.

### 

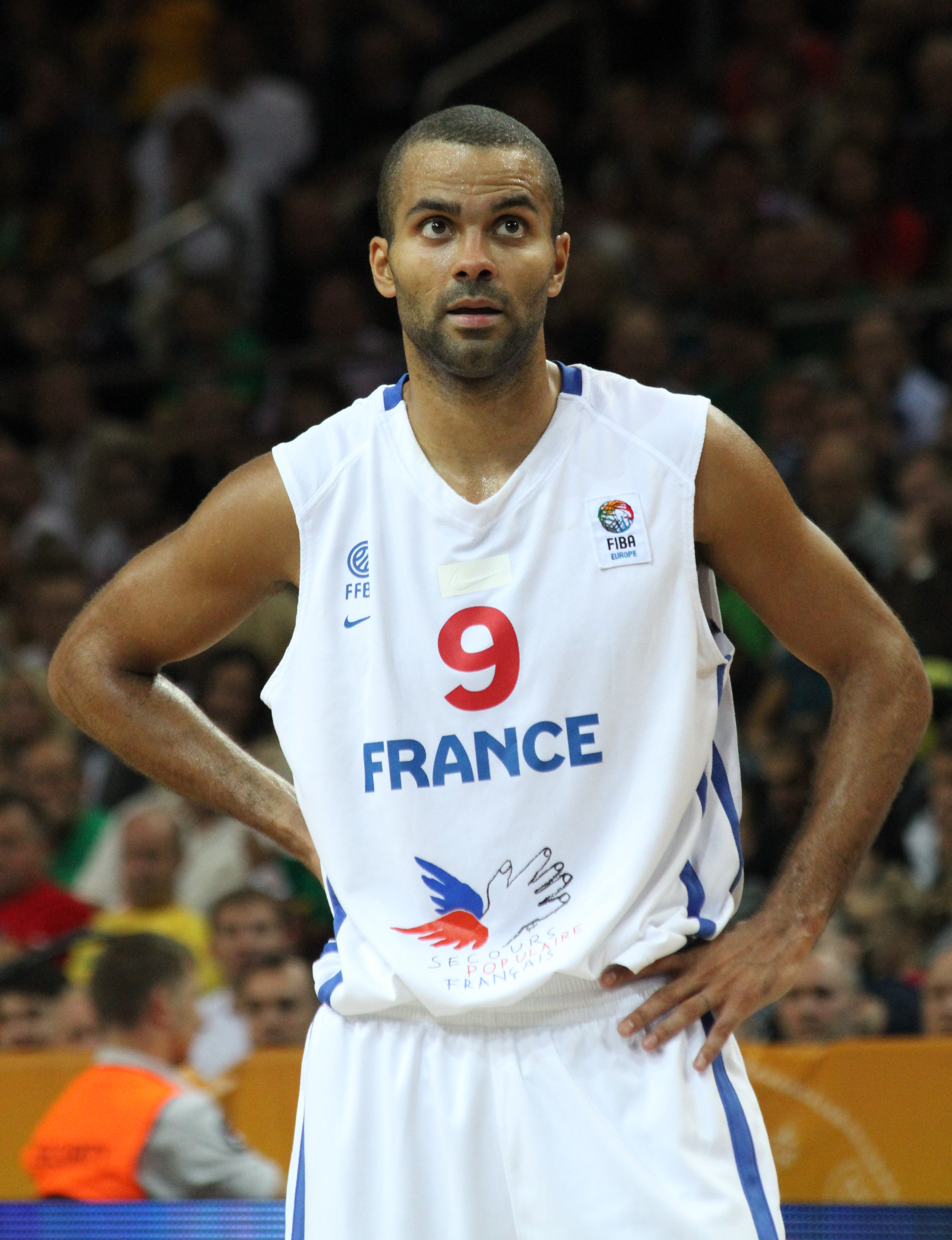
Tony Parker

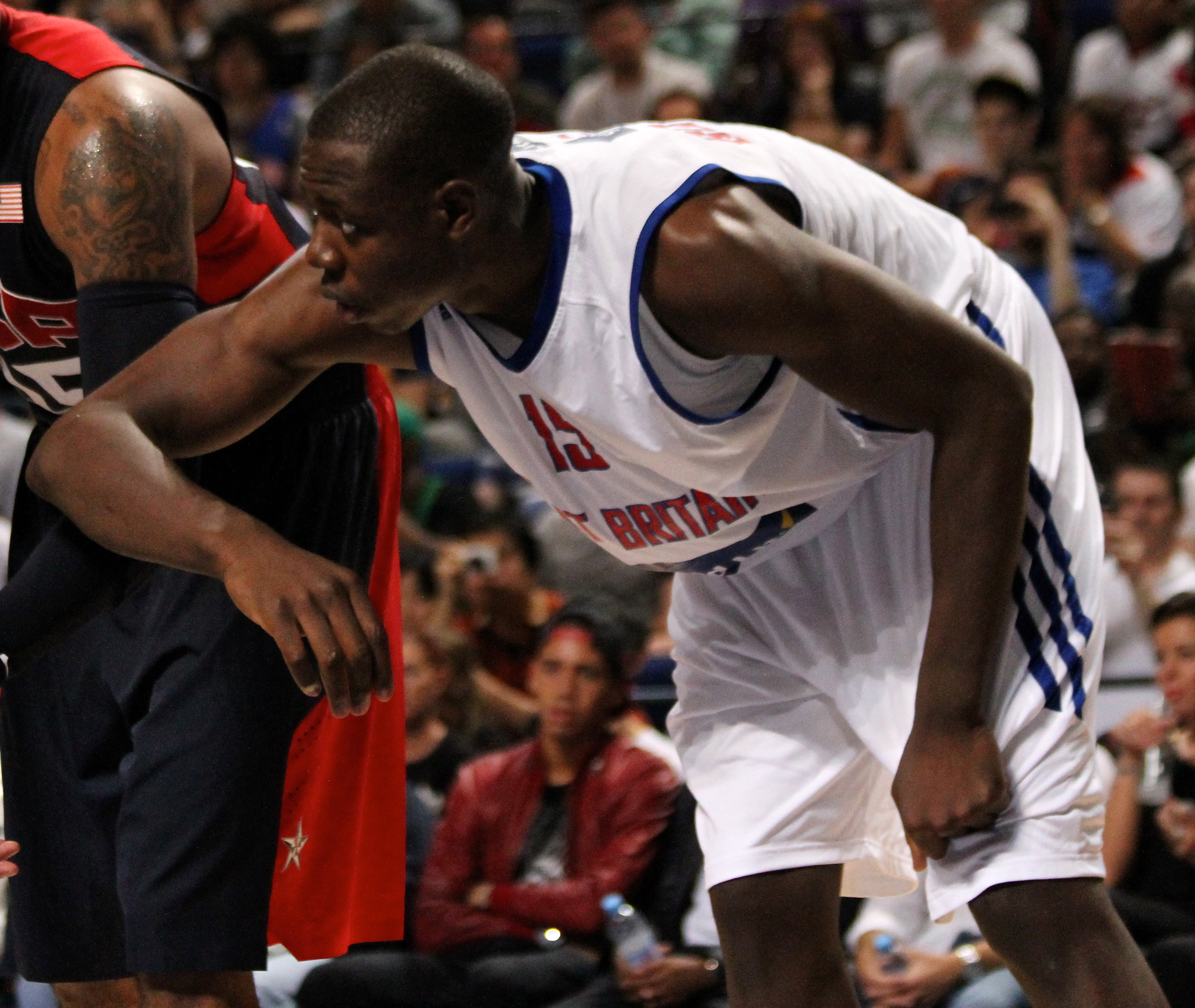
Eric Boateng

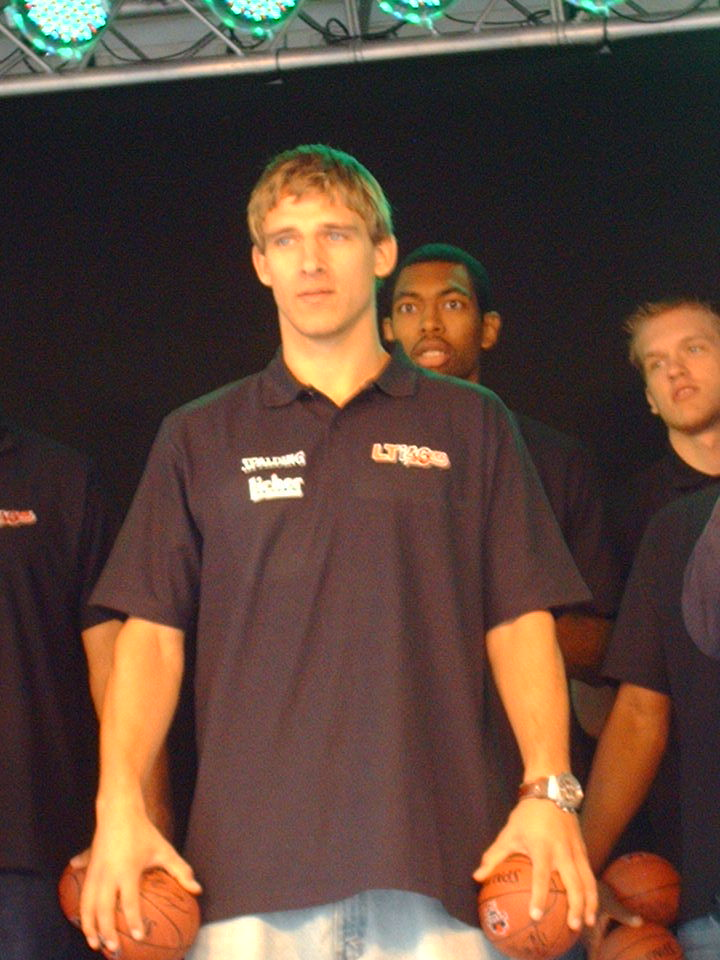
Heiko Schaffartzik

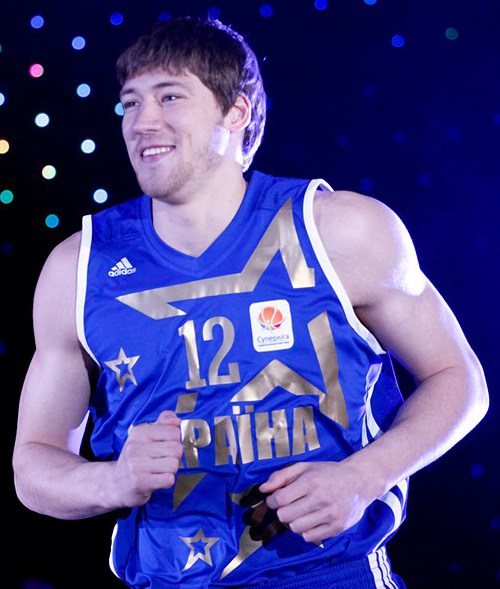
Vyacheslav Kravtsov

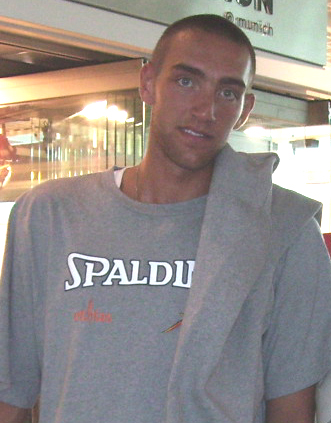
Axel Hervelle

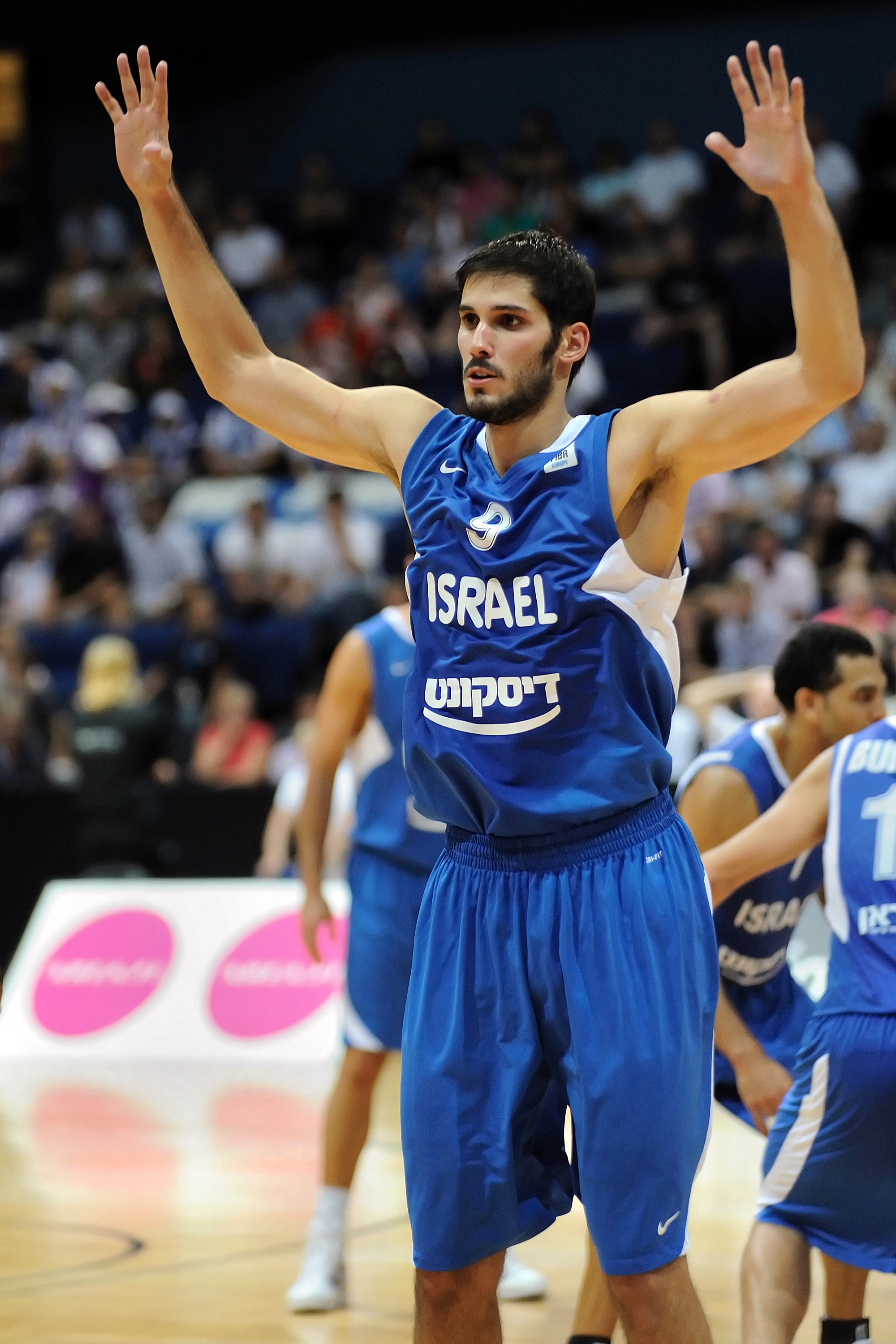
Omri Casspi

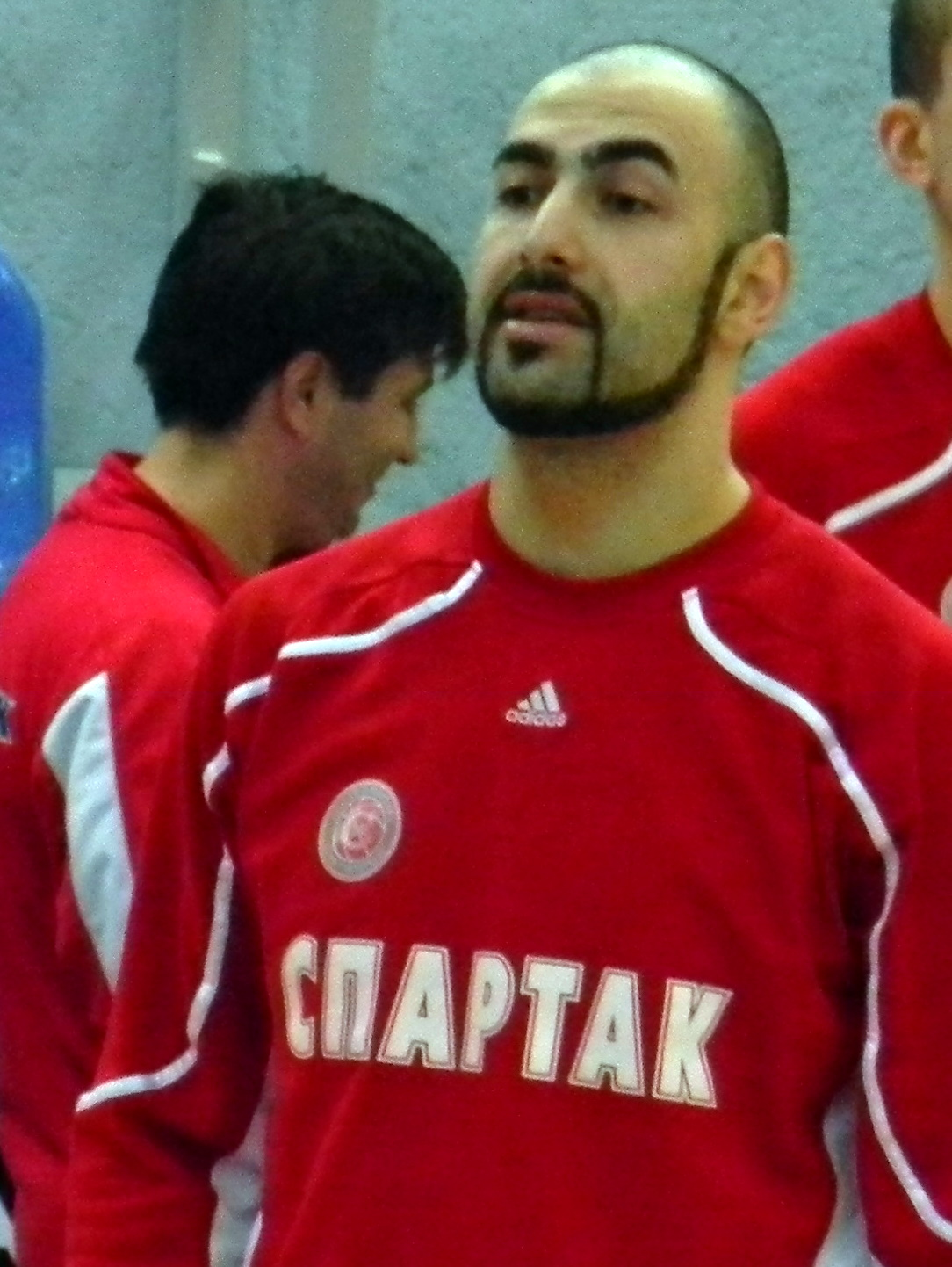
Pero Antić

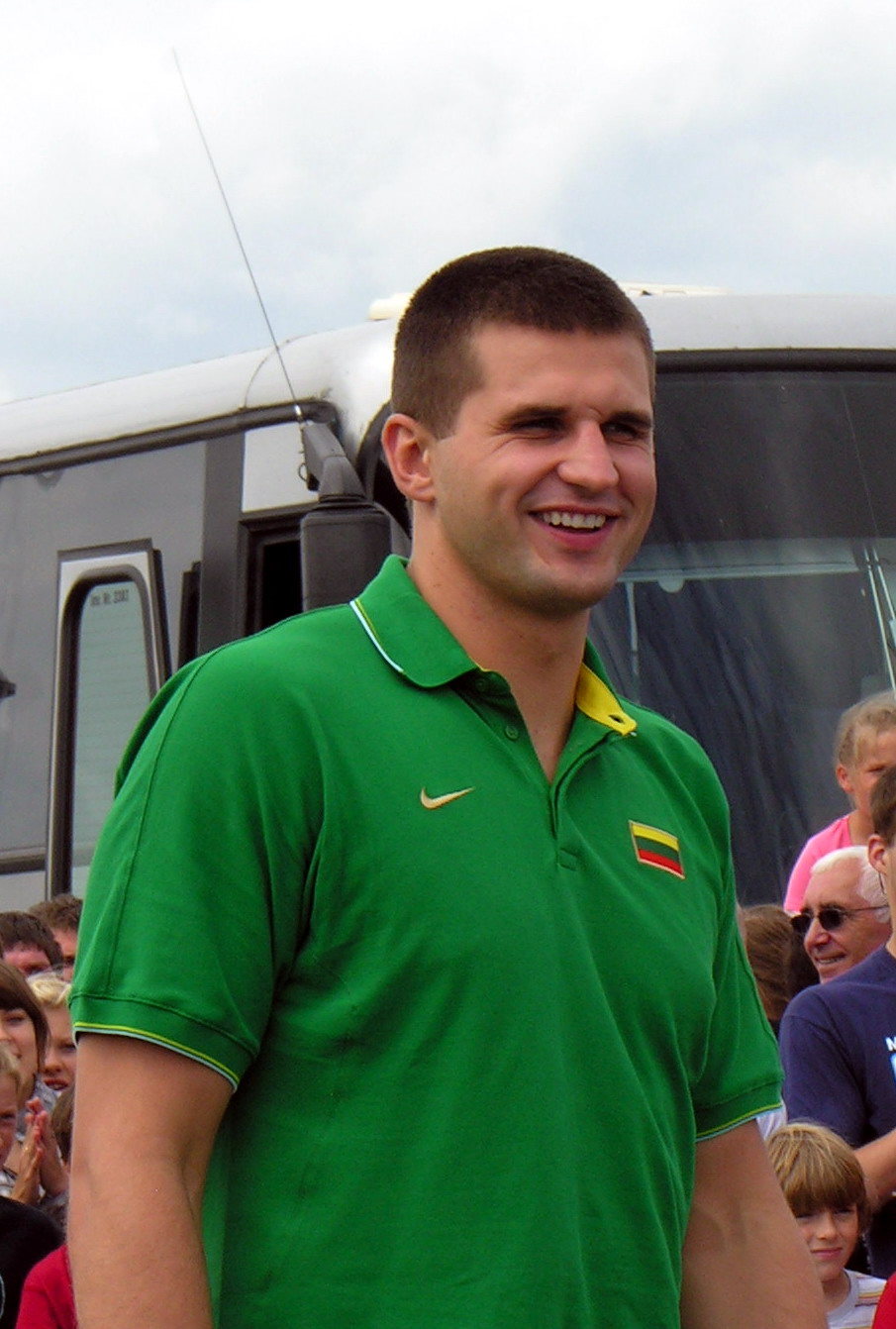
Linas Kleiza

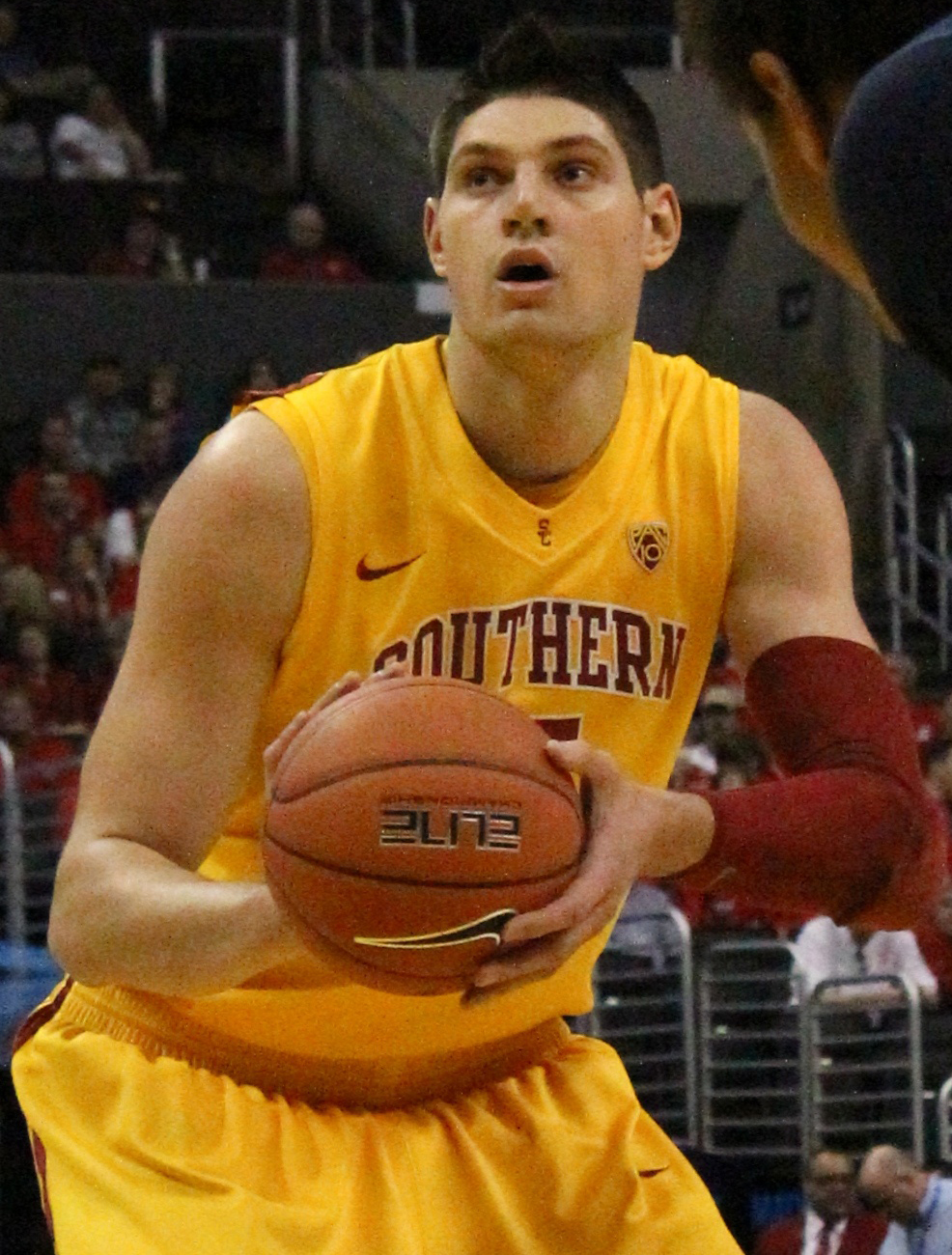
Nikola Vučević

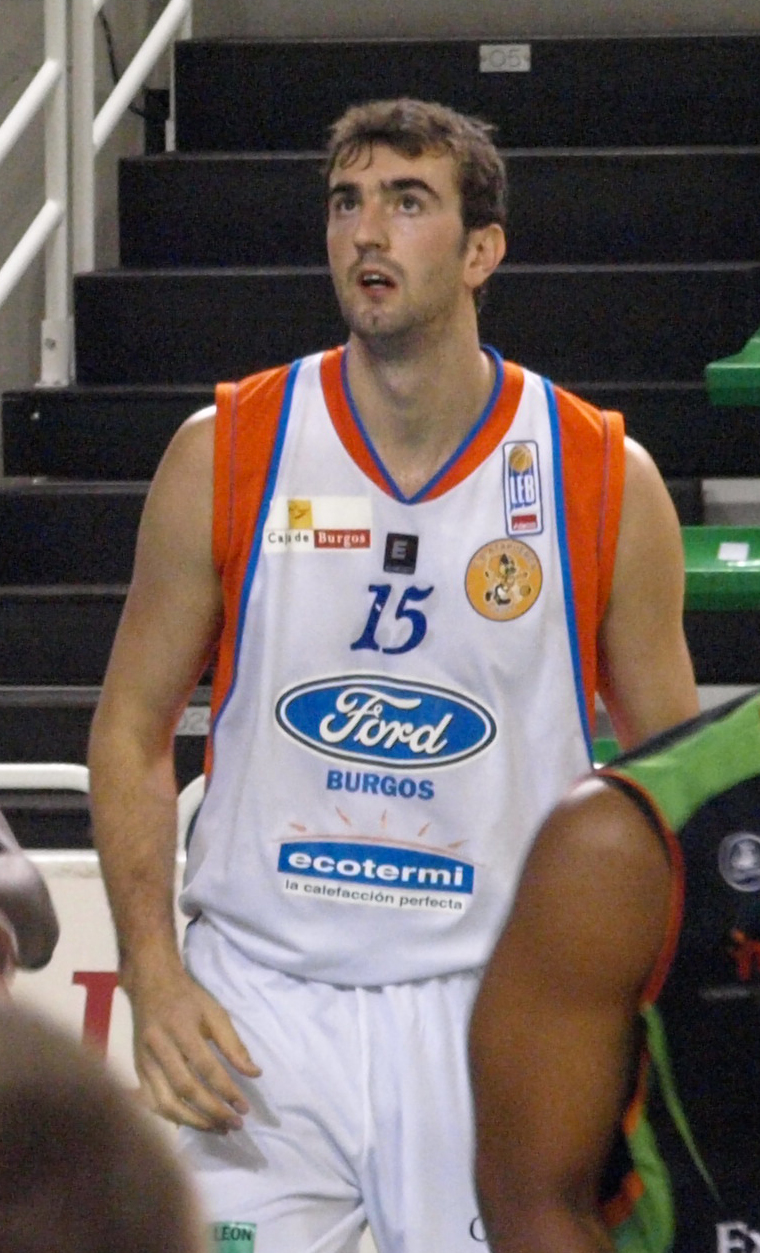
Nedžad Sinanović

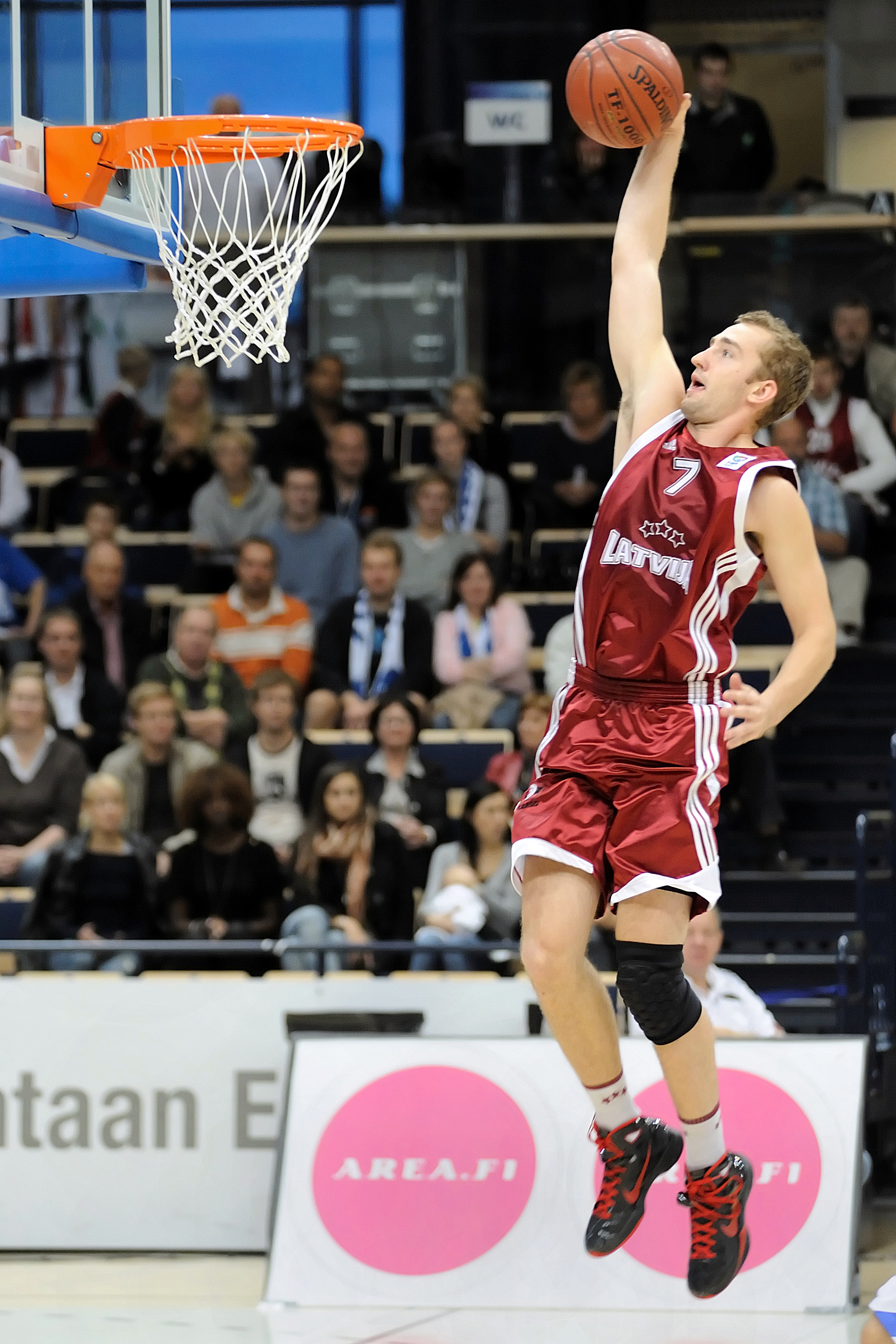
Rihards Kuksiks

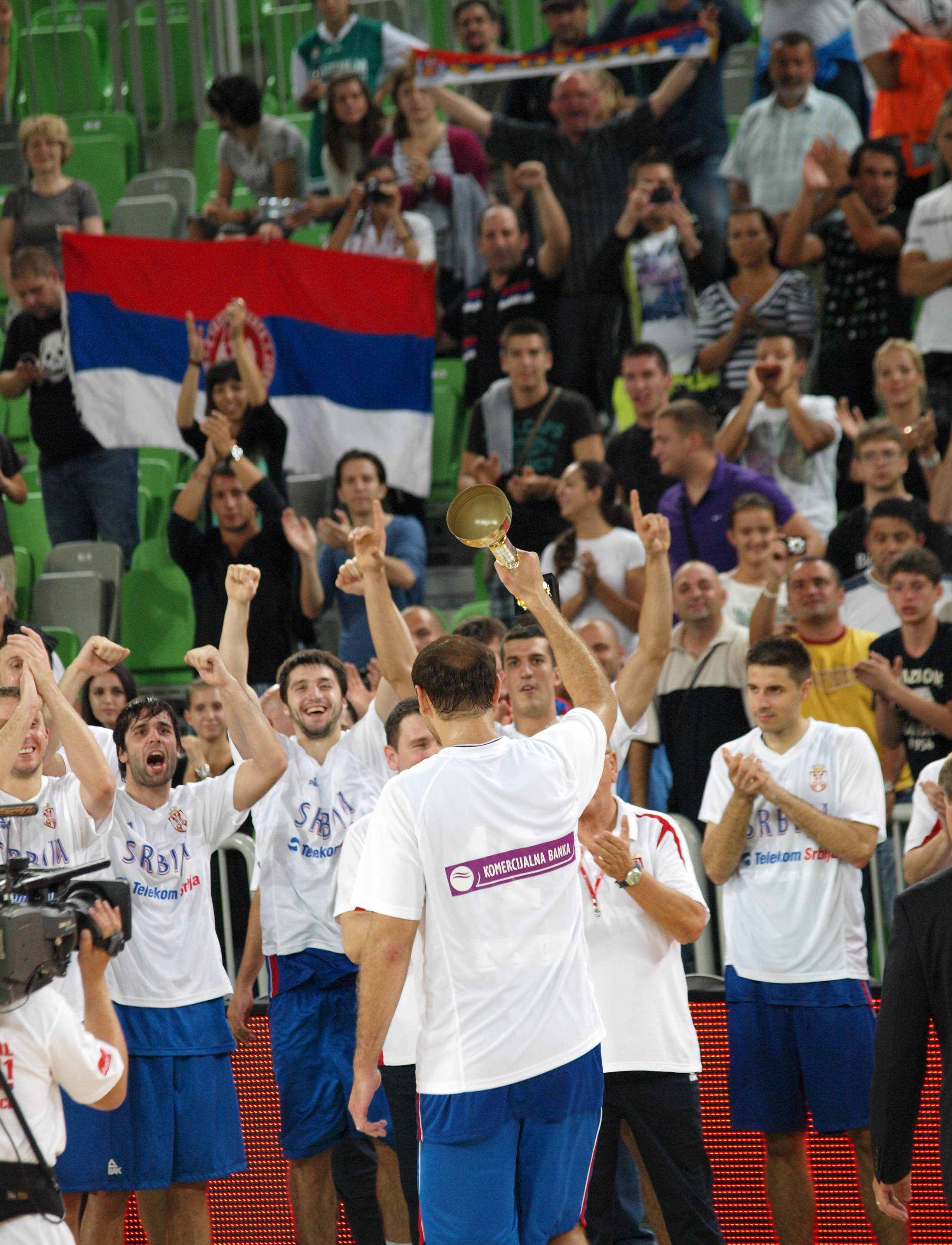
Nenad Krstić

## Groupe A

### France
La sélection est composée de :
| Numéro | Joueur            | Poste | Naissance         | Taille | Club 2012-2013            |
| ------ | ----------------- | ----- | ----------------- | ------ | ------------------------- |
| 4      | Joffrey Lauvergne | FC    | 30 septembre 1991 | 2,11 m | KK Partizan Belgrade      |
| 5      | Nicolas Batum     | GF    | 14 décembre 1988  | 2,03 m | Trail Blazers de Portland |
| 6      | Antoine Diot      | PG    | 17 janvier 1989   | 1,90 m | Paris-Levallois Basket    |
| 7      | Johan Petro       | C     | 27 janvier 1986   | 2,14 m | Hawks d'Atlanta           |
| 8      | Charles Kahudi    | GF    | 19 juillet 1986   | 1,99 m | Le Mans Sarthe Basket     |
| 9      | Tony Parker       | PG    | 17 mai 1982       | 1,88 m | Spurs de San Antonio      |
| 10     | Thomas Heurtel    | PG    | 10 avril 1989     | 1,87 m | Saski Baskonia Vitoria    |
| 11     | Florent Piétrus   | PF    | 19 janvier 1981   | 2,01 m | Valencia Basket Club      |
| 12     | Nando de Colo     | G     | 23 juin 1987      | 1,95 m | Spurs de San Antonio      |
| 13     | Boris Diaw        | F     | 16 avril 1982     | 2,05 m | Spurs de San Antonio      |
| 14     | Alexis Ajinça     | C     | 6 mai 1988        | 2,15 m | Strasbourg IG             |
| 15     | Mickaël Gelabale  | GF    | 22 mai 1983       | 2,00 m | Timberwolves du Minnesota |

Sélectionneur :  Vincent Collet
Assistants : Jacques Commères, Ruddy Nelhomme

### Grande-Bretagne
La sélection est composée de :
| Numéro | Joueur            | Poste | Naissance         | Taille | Club 2012-2013                   |
| ------ | ----------------- | ----- | ----------------- | ------ | -------------------------------- |
| 4      | Kieron Achara     | F     | 3 juillet 1983    | 1,80 m | Kavala BC                        |
| 5      | Andrew Lawrence   | PG    | 4 juin 1990       | 1,88 m | Cougars de Charleston            |
| 6      | Justin Robinson   | PG    | 17 octobre 1987   | 1,88 m | Uppsala Basket                   |
| 7      | Devon Van Oostrum | PG    | 24 janvier 1993   | 1,93 m | Saski Baskonia Vitoria           |
| 8      | Andrew Sullivan   | F     | 12 février 1980   | 2,03 m | Leicester Riders                 |
| 9      | Gareth Murray     | F     | 23 septembre 1984 | 2,01 m | Glasgow Rocks                    |
| 10     | Myles Hesson      | F     | 5 juin 1990       | 1,95 m | Gießen 46ers                     |
| 11     | Alasdair Fraser   | C     | 13 août 1992      | 2,01 m | Oettinger Rockets Gotha          |
| 12     | Daniel Clark      | F     | 16 septembre 1988 | 2,08 m | Basket Zaragoza 2002             |
| 13     | Ogooluwa Adegboye | PG    | 23 septembre 1987 | 1,82 m | ETHA Éngomis                     |
| 14     | Eric Boateng      | C     | 20 novembre 1985  | 2,08 m | New Yorker Phantoms Braunschweig |
| 15     | Kyle Johnson      | SG    | 31 décembre 1988  | 1,93 m | Premiata Montegranaro            |

Sélectionneur :  Joe Prunty
Assistants : Guy Goodes, Nate Reinking

### Allemagne
La sélection est composée de :
| Numéro | Joueur             | Poste | Naissance       | Taille | Club 2012-2013         |
| ------ | ------------------ | ----- | --------------- | ------ | ---------------------- |
| 4      | Alex King          | SF    | 20 février 1985 | 2,01 m | S.Oliver Baskets       |
| 5      | Niels Giffey       | SF    | 8 juin 1991     | 2,00 m | Huskies du Connecticut |
| 6      | Per Günther        | PG    | 5 février 1988  | 1,84 m | Ratiopharm Ulm         |
| 7      | Philip Zwiener     | SF    | 23 juillet 1985 | 2,01 m | Eisbären Bremerhaven   |
| 8      | Heiko Schaffartzik | PG    | 3 janvier 1984  | 1,83 m | ALBA Berlin            |
| 9      | Karsten Tadda      | SG    | 2 novembre 1988 | 1,90 m | Brose Baskets          |
| 10     | Lucca Staiger      | SG    | 14 juin 1988    | 1,95 m | EnBW Ludwigsburg       |
| 11     | Tibor Pleiß        | C     | 2 novembre 1989 | 2,18 m | Saski Baskonia Vitoria |
| 12     | Robin Benzing      | F     | 25 janvier 1989 | 2,08 m | Bayern Munich          |
| 13     | Bastian Doreth     | PG    | 8 juin 1989     | 1,82 m | TBB Trier              |
| 14     | Andreas Seiferth   | C     | 23 juin 1989    | 2,09 m | TBB Trier              |
| 15     | Maik Zirbes        | C     | 29 janvier 1990 | 2,07 m | Brose Baskets          |

Sélectionneur : Frank Menz
Assistants : Mladen Drijencic, Harald Stein, Helmut Wolf

### Ukraine
La sélection est composée de :
| Numéro | Joueur              | Poste | Naissance        | Taille | Club 2012-2013           |
| ------ | ------------------- | ----- | ---------------- | ------ | ------------------------ |
| 4      | Maksym Pustozvonov  | F     | 16 avril 1987    | 2,00 m | BC Donetsk               |
| 5      | Eugene Jeter        | PG    | 2 décembre 1983  | 1,80 m | Shandong Lions           |
| 6      | Oleksandr Michoula  | PG    | 18 avril 1992    | 1,89 m | BC Dnipro Dnipropetrovsk |
| 7      | Dmytro Gliebov      | PF    | 20 juillet 1988  | 1,99 m | BC Donetsk               |
| 8      | Serhiy Hladyr       | SG    | 17 octobre 1988  | 1,97 m | Baloncesto Fuenlabrada   |
| 9      | Oleksandr Lypovyy   | SG    | 9 octobre 1991   | 2,01 m | BC Donetsk               |
| 10     | Kyryl Natyazhko     | C     | 30 novembre 1990 | 2,05 m | Azovmach Marioupol       |
| 11     | Dmytro Zabirtchenko | G     | 15 juin 1984     | 1,88 m | Azovmach Marioupol       |
| 12     | Maxym Korniyenko    | PF    | 26 juin 1987     | 2,04 m | BC Dnipro Dnipropetrovsk |
| 13     | Ihor Zaytsev        | C     | 11 mai 1989      | 2,07 m | Azovmach Marioupol       |
| 14     | Artem Pustovyi      | C     | 25 juin 1992     | 2,18 m | Khimik Youjne            |
| 15     | Vyacheslav Kravtsov | C     | 25 août 1987     | 1,88 m | Pistons de Détroit       |

Sélectionneur :  Mike Fratello
Assistants :  Robert Hill

### Belgique
La sélection est composée de :
| Numéro | Joueur            | Poste | Naissance        | Taille | Club 2012-2013         |
| ------ | ----------------- | ----- | ---------------- | ------ | ---------------------- |
| 4      | Roel Moors        | PG    | 16 décembre 1978 | 1,86 m | Port of Antwerp Giants |
| 5      | Sam Van Rossom    | PG    | 3 juin 1986      | 1,88 m | CAI Zaragoza           |
| 6      | Christophe Beghin | PF    | 2 janvier 1980   | 2,06 m | Spirou Charleroi       |
| 7      | Axel Hervelle     | PF    | 12 mai 1983      | 2,04 m | Bilbao Basket          |
| 8      | Jean-Marc Mwema   | PF    | 5 décembre 1989  | 1,95 m | Port of Antwerp Giants |
| 9      | Jonathan Tabu     | SG    | 7 octobre 1985   | 1,84 m | Pallacanestro Cantù    |
| 10     | Quentin Serron    | PG    | 25 février 1990  | 1,90 m | BC Telenet Oostende    |
| 11     | Guy Muya          | SG    | 23 mai 1983      | 1,90 m | Belfius Mons-Hainaut   |
| 12     | Wen Mukubu        | PF    | 2 août 1983      | 1,98 m | Liège Basket           |
| 13     | Maxime De Zeeuw   | PF    | 26 avril 1987    | 2,05 m | Port of Antwerp Giants |
| 14     | Sacha Massot      | PF    | 24 octobre 1983  | 2,08 m | Spirou Charleroi       |
| 15     | Yannick Driesen   | C     | 2 novembre 1988  | 2,16 m | Port of Antwerp Giants |

Sélectionneur :  Eddy Casteels
Assistants : Pascal Angillis, Jacques Stas

### Israël
La sélection est composée de :
| Numéro | Joueur         | Poste | Naissance        | Taille | Club 2012-2013      |
| ------ | -------------- | ----- | ---------------- | ------ | ------------------- |
| 4      | Raviv Limonad  | SG    | 26 août 1985     | 1,91 m | Hapoël Jérusalem    |
| 5      | Afik Nissim    | PG    | 31 janvier 1981  | 1,86 m | Hapoël Eilat        |
| 6      | Nitzan Hanochi | SG    | 10 juin 1986     | 1,90 m | Hapoël Eilat        |
| 7      | Alexander Tyus | C     | 8 janvier 1988   | 2,05 m | Pallacanestro Cantù |
| 8      | Lior Eliyahu   | SF    | 9 septembre 1985 | 2,03 m | Maccabi Tel-Aviv    |
| 9      | Omri Casspi    | SF    | 22 juin 1988     | 2,04 m | Rockets de Houston  |
| 10     | Guy Pnini      | SF    | 4 septembre 1983 | 2,00 m | Maccabi Tel-Aviv    |
| 11     | Yogev Ohayon   | PG    | 24 avril 1987    | 1,91 m | Maccabi Tel-Aviv    |
| 12     | Yotam Halperin | SG    | 24 janvier 1984  | 1,93 m | Bayern Munich       |
| 13     | Ido Kozikaro   | C     | 8 janvier 1988   | 2,02 m | Maccabi Haïfa       |
| 14     | Yaniv Green    | C     | 16 mai 1980      | 2,04 m | Hapoël Galil Elyon  |
| 15     | Elishay Kadir  | PF    | 4 novembre 1987  | 2,02 m | Hapoël Jérusalem    |

Sélectionneur :  Arik Shivek
Assistants : Eric Alfasi, Oded Katash

## Groupe B

### Macédoine
La sélection est composée de :
| Numéro | Joueur              | Poste | Naissance        | Taille | Club 2012-2013             |
| ------ | ------------------- | ----- | ---------------- | ------ | -------------------------- |
| 4      | Aleksandar Kostoski | PG    | 5 mars 1988      | 1,88 m | KK MZT Skopje              |
| 5      | Vlado Ilievski      | PG    | 19 janvier 1980  | 1,87 m | Cedevita Zagreb            |
| 6      | Darko Sokolov       | PG    | 8 mai 1986       | 1,90 m | KK Feni Industries         |
| 7      | Bo McCalebb         | G     | 4 mai 1985       | 1,78 m | Fenerbahçe Ülker İstanbul  |
| 8      | Vojdan Stojanovski  | SG    | 9 décembre 1987  | 1,94 m | BC Donetsk                 |
| 9      | Damjan Stojanovski  | SG    | 9 décembre 1987  | 1,93 m | KK MZT Skopje              |
| 10     | Vladimir Brčkov     | SF    | 29 décembre 1989 | 1,97 m | KK Feni Industries         |
| 11     | Todor Gečevski      | PF    | 28 août 1977     | 2,09 m | KK MZT Skopje              |
| 12     | Pero Antić          | PF    | 29 juillet 1982  | 2,10 m | Olympiakós Le Pirée        |
| 13     | Stojan Gjuroski     | PF    | 6 novembre 1991  | 2,02 m | Bulldogs de Louisiana Tech |
| 14     | Gjorgji Čekovski    | PF    | 11 décembre 1979 | 2,02 m | KK MZT Skopje              |
| 15     | Predrag Samardžiski | C     | 11 avril 1986    | 2,15 m | Étoile rouge de Belgrade   |

Sélectionneur :  Aleš Pipan
Assistants : Marijan Srbinovski, Aleksandar Joncevski

### Lituanie
La sélection est composée de :
| Numéro | Joueur               | Poste | Naissance         | Taille | Club 2012-2013             |
| ------ | -------------------- | ----- | ----------------- | ------ | -------------------------- |
| 4      | Donatas Motiejūnas   | C     | 20 septembre 1990 | 2,13 m | Rockets de Houston         |
| 5      | Mantas Kalnietis     | SG    | 6 septembre 1986  | 1,95 m | Lokomotiv Kouban-Krasnodar |
| 6      | Mindaugas Kuzminskas | PF    | 19 octobre 1989   | 2,05 m | Žalgiris Kaunas            |
| 7      | Darjuš Lavrinovič    | C     | 1er novembre 1979 | 2,12 m | Žalgiris Kaunas            |
| 8      | Jonas Mačiulis       | PF    | 10 février 1985   | 1,98 m | Panathinaïkos              |
| 9      | Tomas Delininkaitis  | PG    | 11 juin 1982      | 1,91 m | BK Tcherkassy Mavpy        |
| 10     | Renaldas Seibutis    | SF    | 23 juillet 1985   | 1,96 m | Lietuvos Rytas             |
| 11     | Linas Kleiza         | PF    | 3 janvier 1985    | 2,03 m | Raptors de Toronto         |
| 12     | Kšyštof Lavrinovič   | PF    | 1er novembre 1979 | 2,10 m | Žalgiris Kaunas            |
| 13     | Martynas Pocius      | SF    | 28 avril 1986     | 1,96 m | Real Madrid                |
| 14     | Jonas Valančiūnas    | C     | 6 mai 1992        | 2,10 m | Raptors de Toronto         |
| 15     | Robertas Javtokas    | C     | 20 mars 1980      | 2,11 m | Žalgiris Kaunas            |

Sélectionneur :  Jonas Kazlauskas
Assistants : Darius Maskoliūnas, Gintaras Krapikas

### Monténégro
La sélection est composée de :
| Numéro | Joueur          | Poste | Naissance       | Taille | Club 2012-2013         |
| ------ | --------------- | ----- | --------------- | ------ | ---------------------- |
| 4      | Nikola Vučević  | C     | 24 octobre 1990 | 2,10 m | Magic d'Orlando        |
| 5      | Bojan Bakić     | SG    | 8 janvier 1983  | 1,95 m | KK Metalac Valjevo     |
| 6      | Suad Šehović    | SG    | 19 février 1987 | 1,96 m | Khimik Youjne          |
| 7      | Aleksa Popović  | SF    | 31 juillet 1987 | 2,00 m | KK Budućnost Podgorica |
| 8      | Sead Šehović    | SF    | 22 août 1989    | 1,96 m | Szolnoki Olaj          |
| 9      | Blagota Sekulić | C     | 14 mars 1982    | 2,08 m | CB Islas Canarias      |
| 10     | Nikola Ivanović | PG    | 19 février 1994 | 1,90 m | KK Budućnost Podgorica |
| 11     | Milko Bjelica   | PF    | 4 juin 1984     | 2,05 m | Saski Baskonia         |
| 12     | Tyrese Rice     | G     | 15 mai 1987     | 1,85 m | Bayern Munich          |
| 13     | Marko Popović   | SF    | 10 octobre 1985 | 1,99 m | KK Budućnost Podgorica |
| 14     | Bojan Dubljević | C     | 24 octobre 1991 | 2,05 m | Valencia Basket Club   |
| 15     | Vladimir Dašić  | PF    | 13 mai 1988     | 2,08 m | KK Metalac Valjevo     |

Sélectionneur :  Luka Pavićević
Assistants : Stojan Ivković, Igor Jovović, Petar Mijović

### Bosnie-Herzégovine
La sélection est composée de :
| Numéro | Joueur             | Poste | Naissance         | Taille | Club 2012-2013            |
| ------ | ------------------ | ----- | ----------------- | ------ | ------------------------- |
| 4      | Muhamed Pašalić    | SG    | 27 août 1987      | 1,85 m | Aris Salonique            |
| 5      | Ante Mašić         | SG    | 28 octobre 1985   | 1,95 m | KK Zagreb                 |
| 6      | Andrija Stipanović | C     | 18 décembre 1986  | 2,08 m | Guerino Vanoli Basket     |
| 7      | Marko Šutalo       | SG    | 13 avril 1983     | 1,95 m | HKK Široki                |
| 8      | Zack Wright        | PG    | 5 février 1985    | 1,85 m | Spartak Saint-Pétersbourg |
| 9      | Edin Bavčić        | PF    | 6 mai 1984        | 2,05 m | KAO Dramas                |
| 10     | Nemanja Gordić     | PG    | 25 septembre 1988 | 1,85 m | KK Partizan Belgrade      |
| 11     | Elmedin Kikanović  | C     | 2 septembre 1988  | 2,10 m | Ienisseï Krasnoïarsk      |
| 12     | Mirza Teletović    | PF    | 17 septembre 1985 | 2,06 m | Nets de Brooklyn          |
| 13     | Dalibor Peršić     | SF    | 28 août 1985      | 1,95 m | HKK Široki                |
| 14     | Nihad Đedović      | SF    | 12 janvier 1990   | 1,95 m | ALBA Berlin               |
| 15     | Nedžad Sinanović   | C     | 29 janvier 1983   | 2,20 m | CB Valladolid             |

Sélectionneur :  Aleksandar Petrović
Assistants : Denis Bajramović

### Lettonie
La sélection est composée de :
| Numéro | Joueur              | Poste | Naissance          | Taille | Club 2012-2013            |
| ------ | ------------------- | ----- | ------------------ | ------ | ------------------------- |
| 4      | Mārtiņš Meiers      | FC    | 30 mars 1991       | 2,08 m | BK Ventspils              |
| 5      | Mareks Mejeris      | F     | 2 septembre 1991   | 2,07 m | CB Clavijo                |
| 6      | Rolands Freimanis   | PF    | 21 janvier 1988    | 2,10 m | Premiata Montegranaro     |
| 7      | Jānis Blūms         | SG    | 20 avril 1982      | 1,91 m | Lietuvos Rytas            |
| 8      | Jānis Bērziņš       | SF    | 4 mai 1993         | 2,01 m | Valmiera-Lāčplēša alus    |
| 9      | Dairis Bertāns      | SG    | 9 septembre 1989   | 1,92 m | VEF Riga                  |
| 10     | Rihards Kuksiks     | SF    | 17 juillet 1988    | 1,97 m | Boudivelnyk Kiev          |
| 11     | Armands Šķēle       | G     | 4 septembre 1983   | 1,92 m | BC Kalev                  |
| 12     | Kristaps Janičenoks | G     | 14 mars 1983       | 1,95 m | VEF Riga                  |
| 13     | Jānis Strēlnieks    | PG    | 1er septembre 1989 | 1,91 m | Spartak Saint-Pétersbourg |
| 14     | Kaspars Bērziņš     | PF    | 25 août 1985       | 2,11 m | VEF Riga                  |
| 15     | Andrejs Šeļakovs    | C     | 8 novembre 1988    | 2,07 m | Melilla                   |

Sélectionneur : Ainars Bagatskis
Assistants : Artūrs Štālbergs

### Serbie
La sélection est composée de :
| Numéro | Joueur            | Poste | Naissance        | Taille | Club 2012-2013           |
| ------ | ----------------- | ----- | ---------------- | ------ | ------------------------ |
| 4      | Nemanja Nedović   | SG    | 16 juin 1991     | 1,92 m | Lietuvos Rytas           |
| 5      | Nemanja Krstić    | SG    | 2 mars 1993      | 2,02 m | KK Mega Vizura           |
| 6      | Vasilje Micić     | PG    | 13 janvier 1994  | 1,96 m | KK Mega Vizura           |
| 7      | Bogdan Bogdanović | SG    | 18 août 1992     | 1,98 m | KK Partizan Belgrade     |
| 8      | Nemanja Bjelica   | F     | 9 mai 1988       | 2,09 m | Saski Baskonia Vitoria   |
| 9      | Stefan Marković   | PG    | 25 avril 1988    | 1,95 m | Valencia Basket Club     |
| 10     | Đorđe Gagić       | C     | 28 décembre 1990 | 2,10 m | KK Partizan Belgrade     |
| 11     | Nikola Kalinić    | SF    | 8 novembre 1991  | 2,02 m | Vojvodina Novi Sad       |
| 12     | Nenad Krstić      | C     | 25 juillet 1983  | 2,13 m | CSKA Moscou              |
| 13     | Danilo Anđušić    | G     | 22 avril 1991    | 1,95 m | Virtus Bologne           |
| 14     | Raško Katić       | C     | 8 décembre 1980  | 2,08 m | Étoile rouge de Belgrade |
| 15     | Vladimir Štimac   | C     | 25 août 1987     | 2,11 m | Bandırma Banvit          |

Sélectionneur :  Dušan Ivković
Assistants : Aleksandar Kesar, Đorđe Adžić, Miloš Gligorijević

## Groupe C

### Espagne
La sélection est composée de :
| Numéro | Joueur                | Poste | Naissance         | Taille | Club 2012-2013            |
| ------ | --------------------- | ----- | ----------------- | ------ | ------------------------- |
| 4      | Pablo Aguilar         | FC    | 9 février 1989    | 2,08 m | CAI Zaragoza              |
| 5      | Rudy Fernández        | F     | 4 avril 1985      | 1,95 m | Real Madrid               |
| 6      | Sergio Rodríguez      | PG    | 12 juin 1986      | 1,86 m | Real Madrid               |
| 7      | Xavi Rey              | C     | 13 juillet 1987   | 2,09 m | CB Gran Canaria           |
| 8      | José Manuel Calderón  | PG    | 28 septembre 1981 | 1,92 m | Pistons de Détroit        |
| 9      | Ricky Rubio           | PG    | 21 octobre 1990   | 1,90 m | Timberwolves du Minnesota |
| 10     | Víctor Claver         | PF    | 30 août 1988      | 2,05 m | Trail Blazers de Portland |
| 11     | Fernando San Emeterio | F     | 1er janvier 1981  | 1,99 m | Saski Baskonia Vitoria    |
| 12     | Sergio Llull          | PG    | 15 novembre 1987  | 1,92 m | Real Madrid               |
| 13     | Marc Gasol            | C     | 29 janvier 1985   | 2,15 m | Grizzlies de Memphis      |
| 14     | Germán Gabriel        | C     | 16 janvier 1980   | 2,07 m | Estudiantes Madrid        |
| 15     | Álex Mumbrú           | F     | 12 juin 1979      | 2,02 m | Bilbao Basket             |

Sélectionneur : Juan Antonio Orenga
Assistants : Jenaro Díaz Fernandez, Jaume Ponsarnau

### Slovénie
La sélection est composée de :
| Numéro | Joueur             | Poste | Naissance         | Taille | Club 2012-2013       |
| ------ | ------------------ | ----- | ----------------- | ------ | -------------------- |
| 4      | Uroš Slokar        | PF    | 14 mai 1983       | 2,10 m | CB Gran Canaria      |
| 5      | Jaka Lakovič       | PG    | 9 juillet 1978    | 1,86 m | SS Felice Scandone   |
| 6      | Jaka Blažič        | G     | 30 juin 1990      | 1,96 m | Union Olimpija       |
| 7      | Domen Lorbek       | G     | 6 mars 1985       | 1,98 m | KK Krka Novo Mesto   |
| 8      | Edo Murić          | F     | 27 novembre 1991  | 2,01 m | KK Krka Novo Mesto   |
| 9      | Nebojša Joksimović | G     | 17 novembre 1981  | 1,93 m | KK Igokea            |
| 10     | Boštjan Nachbar    | F     | 3 juillet 1980    | 2,06 m | Brose Baskets        |
| 11     | Goran Dragić       | PG    | 6 mai 1986        | 1,94 m | Suns de Phoenix      |
| 12     | Zoran Dragić       | G     | 22 juin 1989      | 1,96 m | Unicaja Málaga       |
| 13     | Gašper Vidmar      | C     | 14 septembre 1987 | 2,10 m | Beşiktaş JK İstanbul |
| 14     | Mirza Begić        | C     | 9 juillet 1985    | 2,16 m | Real Madrid          |
| 15     | Jure Balažič       | PF    | 12 septembre 1980 | 2,04 m | Erdemir SK           |

Sélectionneur :  Božidar Maljković
Assistants : Tomaž Brinec, Gašper Potočnik, Aleksander Sekulić,  Chris Thomas

### Croatie
La sélection est composée de :
| Numéro | Joueur           | Poste | Naissance        | Taille | Club 2012-2013        |
| ------ | ---------------- | ----- | ---------------- | ------ | --------------------- |
| 4      | Ante Tomić       | C     | 17 février 1987  | 2,17 m | FC Barcelone          |
| 5      | Lukša Andrić     | C     | 29 janvier 1985  | 2,10 m | Cedevita Zagreb       |
| 6      | Dontaye Draper   | PG    | 10 août 1984     | 1,80 m | Real Madrid           |
| 7      | Bojan Bogdanović | SG    | 18 avril 1989    | 2,00 m | Fenerbahçe Ülker      |
| 8      | Dario Šarić      | PF    | 8 avril 1994     | 2,08 m | Cibona Zagreb         |
| 9      | Damjan Rudež     | PF    | 17 juin 1986     | 2,08 m | Basket Zaragoza 2002  |
| 10     | Roko Leni Ukić   | PG    | 5 décembre 1984  | 1,96 m | Panathinaïkos Athènes |
| 11     | Krunoslav Simon  | SG    | 24 juin 1985     | 1,97 m | Unicaja Málaga        |
| 12     | Damir Markota    | C     | 26 décembre 1985 | 2,09 m | Beşiktaş JK           |
| 13     | Mario Delaš      | C     | 16 janvier 1990  | 2,07 m | Žalgiris Kaunas       |
| 14     | Luka Žorić       | C     | 5 novembre 1984  | 2,11 m | Unicaja Málaga        |
| 15     | Ante Delaš       | SF    | 11 mars 1988     | 2,00 m | KK Zadar              |

Sélectionneur :  Jasmin Repeša
Assistants : Ivan Sunara, Luka Milanović

### Pologne
La sélection est composée de :
| Numéro | Joueur               | Poste | Naissance         | Taille | Club 2012-2013         |
| ------ | -------------------- | ----- | ----------------- | ------ | ---------------------- |
| 4      | Przemysław Karnowski | C     | 8 novembre 1993   | 2,15 m | Bulldogs de Gonzaga    |
| 5      | Thomas Kelati        | SF    | 27 septembre 1982 | 1,95 m | Valencia Basket Club   |
| 6      | Maciej Lampe         | PF    | 5 février 1985    | 2,11 m | Saski Baskonia Vitoria |
| 7      | Krzysztof Szubarga   | PG    | 5 juillet 1984    | 1,78 m | Anwil Włocławek        |
| 8      | Michał Chyliński     | SG    | 22 février 1986   | 1,96 m | PGE Turów Zgorzelec    |
| 9      | Przemysław Zamojski  | SF    | 16 décembre 1986  | 1,93 m | Asseco Prokom Gdynia   |
| 10     | Mateusz Ponitka      | SF    | 29 août 1993      | 1,96 m | Asseco Prokom Gdynia   |
| 11     | Michał Ignerski      | PF    | 13 août 1980      | 2,07 m | Dinamo Basket Sassari  |
| 12     | Adam Waczyński       | SG    | 15 octobre 1989   | 1,99 m | Trefl Sopot            |
| 13     | Marcin Gortat        | C     | 17 février 1984   | 2,11 m | Suns de Phoenix        |
| 14     | Adam Hrycaniuk       | C     | 15 mars 1984      | 2,06 m | Valencia Basket Club   |
| 15     | Łukasz Koszarek      | PG    | 12 janvier 1984   | 1,87 m | Stelmet Zielona Góra   |

Sélectionneur :  Dirk Bauermann
Assistants : Krzysztof Szablowski, Artur Gronek

### Géorgie
La sélection est composée de :
| Numéro | Joueur                | Poste | Naissance          | Taille | Club 2012-2013                     |
| ------ | --------------------- | ----- | ------------------ | ------ | ---------------------------------- |
| 4      | Nika Metreveli        | PF    | 14 janvier 1991    | 2,11 m | Fulgor Omegna                      |
| 5      | Otar Pkhakadze        | PG    | 28 février 1993    | 1,90 m | Université d'État de Fairmont      |
| 6      | Duda Sanadze          | SF    | 25 juillet 1992    | 1,96 m | Université de San Diego            |
| 7      | Beka Burjanadze       | PF    | 3 janvier 1994     | 2,03 m | Cajasol Séville                    |
| 8      | Giorgi Tsintsadze     | PG    | 7 février 1986     | 1,92 m | Boudivelnyk Kiev                   |
| 9      | Giorgi Shermadini     | C     | 2 avril 1989       | 2,16 m | Olympiakós Le Pirée                |
| 10     | Ricky Hickman         | PG    | 1er septembre 1985 | 1,89 m | Maccabi Tel-Aviv                   |
| 11     | Manuchar Markoishvili | SF    | 17 novembre 1986   | 1,96 m | Galatasaray SK                     |
| 12     | Levan Patsatsia       | SF    | 24 septembre 1988  | 1,98 m | Olimpi Tbilissi                    |
| 13     | Viktor Sanikidze      | SF    | 1er avril 1986     | 2,03 m | Mens Sana Basket Montepaschi Siena |
| 14     | Besik Lezhava         | SG    | 21 février 1986    | 1,92 m | BC Armia                           |
| 15     | Nikoloz Tskitishvili  | PF    | 14 avril 1983      | 2,12 m | Champville SC                      |

Sélectionneur :  Igor Kokoškov
Assistants :  Jason Staudt,  Kote Tugushi

### République tchèque
La sélection est composée de :
| Numéro | Joueur           | Poste | Naissance         | Taille | Club 2012-2013                   |
| ------ | ---------------- | ----- | ----------------- | ------ | -------------------------------- |
| 4      | Petr Benda       | C     | 25 mars 1982      | 2,04 m | ČEZ Basketball Nymburk           |
| 5      | Ondřej Balvín    | C     | 20 septembre 1992 | 2,16 m | Cajasol Séville                  |
| 6      | Pavel Pumprla    | SF    | 13 juin 1986      | 1,97 m | Obradoiro CAB                    |
| 7      | Vojtěch Hruban   | SG    | 29 août 1989      | 2,00 m | ČEZ Basketball Nymburk           |
| 8      | Tomáš Satoranský | PG    | 30 octobre 1991   | 2,00 m | Cajasol Séville                  |
| 9      | Jiří Welsch      | SG    | 27 janvier 1980   | 2,00 m | ČEZ Basketball Nymburk           |
| 10     | Pavel Houška     | PF    | 23 janvier 1984   | 2,06 m | ČEZ Basketball Nymburk           |
| 11     | Luboš Bartoň     | SF    | 7 avril 1980      | 1,99 m | New Yorker Phantoms Braunschweig |
| 12     | David Jelínek    | SG    | 7 septembre 1990  | 1,97 m | Saski Baskonia Vitoria           |
| 13     | Jakub Kudláček   | PG    | 3 mars 1990       | 1,93 m | Pallacanestro Cantù              |
| 14     | Kamil Švrdlík    | C     | 25 novembre 1986  | 2,04 m | BK Prostějov                     |
| 15     | Jan Veselý       | PF    | 24 avril 1990     | 2,11 m | Wizards de Washington            |

Sélectionneur : Pavel Budínský
Assistants : Mike Taylor

## Groupe D

### Russie
La sélection est composée de :
| Numéro | Joueur              | Poste | Naissance        | Taille | Club 2012-2013             |
| ------ | ------------------- | ----- | ---------------- | ------ | -------------------------- |
| 4      | Sergueï Karassev    | SF    | 26 octobre 1993  | 2,03 m | Trioumf Lioubertsy         |
| 5      | Dmitri Sokolov      | C     | 21 janvier 1985  | 2,14 m | CSKA Moscou                |
| 6      | Evgeny Valiev       | PF    | 3 mai 1990       | 2,05 m | Trioumf Lioubertsy         |
| 7      | Vitaly Fridzon      | SG    | 14 octobre 1985  | 1,95 m | BC Khimki Moscou           |
| 8      | Evgeny Voronov      | SG    | 7 mai 1986       | 1,94 m | CSKA Moscou                |
| 9      | Dmitri Koulaguine   | GF    | 1er juillet 1992 | 1,97 m | Krasnye Krylya Samara      |
| 10     | Alexey Shved        | G     | 16 décembre 1988 | 1,98 m | Timberwolves du Minnesota  |
| 11     | Semion Antonov      | PF    | 18 juillet 1989  | 2,02 m | BK Nijni Novgorod          |
| 12     | Sergueï Monya       | SF    | 15 avril 1983    | 2,02 m | BC Khimki Moscou           |
| 13     | Dmitri Khvostov     | PG    | 21 août 1989     | 1,90 m | BC Khimki Moscou           |
| 14     | Alekseï Savrassenko | C     | 28 février 1979  | 2,15 m | Lokomotiv Kouban-Krasnodar |
| 15     | Anton Ponkrachov    | C     | 23 avril 1986    | 2,00 m | CSKA Moscou                |

Sélectionneur : Vassili Karassev
Assistants : Oleg Rezvyi, Alekseï Vassiliev

### Grèce
La sélection est composée de :
| Numéro | Joueur                | Poste | Naissance        | Taille | Club 2012-2013           |
| ------ | --------------------- | ----- | ---------------- | ------ | ------------------------ |
| 4      | Konstantínos Sloúkas  | PG    | 15 janvier 1990  | 1,98 m | Olympiakós Le Pirée      |
| 5      | Ioánnis Bouroúsis     | C     | 17 novembre 1983 | 2,13 m | EA7 Emporio Armani Milan |
| 6      | Níkos Zísis           | SG    | 16 août 1983     | 1,97 m | Bilbao Basket            |
| 7      | Vasílios Spanoúlis    | SG    | 7 août 1982      | 1,92 m | Olympiakós Le Pirée      |
| 8      | Strátos Perpéroglou   | F     | 7 août 1984      | 2,03 m | Olympiakós Le Pirée      |
| 9      | Antónios Fótsis       | PF    | 1er avril 1981   | 2,08 m | EA7 Emporio Armani Milan |
| 10     | Kóstas Papanikoláou   | F     | 31 juillet 1990  | 2,03 m | Olympiakós Le Pirée      |
| 11     | Vassílis Kavvadás     | C     | 28 décembre 1991 | 2,05 m | Paniónios BC             |
| 12     | Loukás Mavrokefalídis | PF    | 25 juillet 1984  | 2,10 m | FC Barcelone             |
| 13     | Kóstas Kaïmakóglou    | PF    | 15 mars 1983     | 2,05 m | UNICS Kazan              |
| 14     | Michael Bramos        | F     | 27 mai 1987      | 1,98 m | Panathinaïkos Athènes    |
| 15     | Yórgos Príntezis      | F     | 22 février 1985  | 2,05 m | Olympiakós Le Pirée      |

Sélectionneur :  Andrea Trinchieri
Assistants : Ilías Kantzoúris, Giorgos Limniatis, Dimítrios Papanikoláou

### Italie
La sélection est composée de :
| Numéro | Joueur             | Poste | Naissance         | Taille | Club 2012-2013            |
| ------ | ------------------ | ----- | ----------------- | ------ | ------------------------- |
| 4      | Pietro Aradori     | SG    | 9 décembre 1988   | 1,94 m | Pallacanestro Cantù       |
| 5      | Alessandro Gentile | PF    | 12 novembre 1992  | 2,00 m | Olimpia Milan             |
| 6      | Guido Rosselli     | F     | 25 mai 1983       | 1,98 m | Reyer Maschile Venezia    |
| 7      | Luca Vitali        | PG    | 9 mai 1986        | 2,01 m | Guerino Vanoli Basket     |
| 8      | Giuseppe Poeta     | PG    | 12 septembre 1985 | 1,91 m | Virtus Bologne            |
| 9      | Nicolò Melli       | PF    | 26 janvier 1991   | 2,05 m | Olimpia Milan             |
| 10     | Marco Belinelli    | SG    | 25 mars 1986      | 1,96 m | Bulls de Chicago          |
| 11     | Travis Diener      | PG    | 1er mars 1982     | 1,85 m | Dinamo Basket Sassari     |
| 12     | Marco Cusin        | C     | 28 février 1985   | 2,11 m | Pallacanestro Cantù       |
| 13     | Luigi Datome       | PF    | 27 novembre 1987  | 2,03 m | Pallacanestro Virtus Rome |
| 14     | Daniele Magro      | C     | 14 avril 1987     | 2,08 m | Reyer Maschile Venezia    |
| 15     | Andrea Cinciarini  | PG    | 21 juin 1986      | 1,90 m | Pallacanestro Reggiana    |

Sélectionneur :  Simone Pianigiani
Assistants : Luca Delmonte, Andrea Capobianco

### Finlande
La sélection est composée de :
| Numéro | Joueur          | Poste | Naissance         | Taille | Club 2012-2013         |
| ------ | --------------- | ----- | ----------------- | ------ | ---------------------- |
| 4      | Mikko Koivisto  | SG    | 18 avril 1987     | 1,94 m | Loimaan Korikonkarit   |
| 5      | Antti Nikkilä   | C     | 25 août 1978      | 2,10 m | Tampereen Pyrintö      |
| 6      | Kimmo Muurinen  | PF    | 23 février 1981   | 2,02 m | Loimaan Korikonkarit   |
| 7      | Shawn Huff      | SG    | 5 mai 1984        | 1,98 m | Upea Capo d'Orlando    |
| 8      | Gerald Lee      | PF    | 23 novembre 1987  | 2,08 m | KK Budućnost Podgorica |
| 9      | Sasu Salin      | SG    | 11 juin 1991      | 1,91 m | Union Olimpija         |
| 10     | Tuukka Kotti    | PF    | 18 mars 1981      | 2,05 m | Guerino Vanoli Basket  |
| 11     | Petteri Koponen | PG    | 13 avril 1988     | 1,94 m | BC Khimki              |
| 12     | Samuel Haanpää  | SG    | 27 septembre 1986 | 2,03 m | Korikobrat             |
| 13     | Hanno Möttölä   | PF    | 9 septembre 1976  | 2,09 m | ToPo Helsinki          |
| 14     | Roope Ahonen    | PG    | 12 juin 1990      | 1,87 m | Solna Vikings          |
| 15     | Teemu Rannikko  | PG    | 9 septembre 1980  | 1,89 m | Union Olimpija         |

Sélectionneur :  Henrik Dettmann
Assistants : Pekka Salminen, Jukka Toijala, Lassi Tuovi

### Turquie
La sélection est composée de :
| Numéro | Joueur         | Poste | Naissance        | Taille | Club 2012-2013           |
| ------ | -------------- | ----- | ---------------- | ------ | ------------------------ |
| 4      | Doğuş Balbay   | PG    | 21 janvier 1989  | 1,85 m | Anadolu Efes Spor Kulübü |
| 5      | Sinan Güler    | SG    | 8 novembre 1983  | 1,92 m | Anadolu Efes Spor Kulübü |
| 6      | Emir Preldžič  | SF    | 6 septembre 1987 | 2,05 m | Fenerbahçe Ülker         |
| 7      | Birkan Batuk   | SG    | 30 janvier 1990  | 1,96 m | Anadolu Efes Spor Kulübü |
| 8      | Ersan İlyasova | PF    | 15 mai 1987      | 2,08 m | Bucks de Milwaukee       |
| 9      | Semih Erden    | C     | 28 juillet 1986  | 2,11 m | Anadolu Efes Spor Kulübü |
| 10     | Serhat Çetin   | SG    | 23 février 1986  | 1,97 m | Beşiktaş JK              |
| 11     | Oğuz Savaş     | C     | 13 juillet 1987  | 2,11 m | Fenerbahçe Ülker         |
| 12     | Kerem Gönlüm   | PF    | 22 novembre 1977 | 2,09 m | Anadolu Efes Spor Kulübü |
| 13     | Ender Arslan   | PG    | 13 janvier 1983  | 1,85 m | Galatasaray SK           |
| 14     | Ömer Aşık      | C     | 4 juillet 1986   | 2,12 m | Rockets de Houston       |
| 15     | Hedo Türkoğlu  | SF    | 19 mars 1979     | 2,08 m | Magic d'Orlando          |

Sélectionneur :  Bogdan Tanjević
Assistants : Nihat Izic, Ertuğrul Erdoğan, Ömer Ugurata

### Suède
La sélection est composée de :
| Numéro | Joueur                | Poste | Naissance         | Taille | Club 2012-2013           |
| ------ | --------------------- | ----- | ----------------- | ------ | ------------------------ |
| 4      | Ludvig Håkansson      | PG    | 22 mars 1996      | 1,87 m | FC Barcelone II          |
| 5      | Jonathan Skjöldebrand | SF    | 2 août 1983       | 2,06 m | Hapoël Tel-Aviv          |
| 6      | Joakim Kjellbom       | C     | 22 avril 1979     | 2,13 m | Norrköping Dolphins      |
| 7      | Dino Pita             | SG    | 20 septembre 1988 | 1,93 m | Södertälje Kings         |
| 8      | Anton Gaddefors       | SF    | 4 novembre 1989   | 2,00 m | Sundsvall Dragons        |
| 9      | Thomas Massamba       | PG    | 28 mars 1985      | 1,85 m | Lukoil Academic          |
| 10     | Kenny Grant           | SG    | 16 mars 1982      | 1,88 m | SLUC Nancy Basket        |
| 11     | Jonas Jerebko         | PF    | 2 mars 1987       | 2,08 m | Pistons de Détroit       |
| 12     | Brice Massamba        | C     | 8 juillet 1988    | 2,07 m | Étoile sportive du Sahel |
| 13     | Erik Rush             | SF    | 21 juin 1988      | 1,97 m | Pallacanestro Varese     |
| 14     | Jeffery Taylor        | SF    | 23 mai 1989       | 2,00 m | Bobcats de Charlotte     |
| 15     | Viktor Gaddefors      | SF    | 8 octobre 1992    | 2,03 m | Virtus Bologne           |

Sélectionneur :  Brad Dean
Assistants : Torbjörn Gehrke, Stefan Timbus